# Gran Premio de los Países Bajos de Motociclismo de 1991
El Gran Premio de los Países Bajos de Motociclismo de 1991 fue la novena prueba de la temporada 1991 del Campeonato Mundial de Motociclismo. El Gran Premio se disputó el 29 de junio de 1991 en el Circuito de Assen.
Todas las sesiones (tanto los entrenamientos como en la carrera) se llevaron a cabo en condiciones de pista mojada debido a las numerosas precipitaciones. Estas difíciles condiciones causaron varios accidentes graves. Los que sufrieron las peores consecuencias fueron Hans Koopman, que rompió la clavícula derecha, Arie Molenaar que sufrió una lesión en la mano, Doriano Romboni que se rompió una vértebra y Leon van der Heijden que fue hospitalizado en coma por un daño en la cabeza y en la parte dorsal.

## Resultados 500cc
La carrera de 500cc, a causa de las condiciones meteorológicas, fue interrumpida y dividida en dos partes. Los resultados son el fruto de la suma de los tiempos de las dos partes. La victoria fue para Kevin Schwantz gracias a un adelantamiento en la última curva a Wayne Rainey.
| 1        | Kevin Schwantz       | Lucky Strike Suzuki    | Suzuki | 41:24.916 | 20 |
| 2        | Wayne Rainey         | Marlboro Team Roberts  | Yamaha | +1.090    | 17 |
| 3        | Wayne Gardner        | Rothmans Honda Team    | Honda  | +12.766   | 15 |
| 4        | Eddie Lawson         | Cagiva Corse           | Cagiva | +16.973   | 13 |
| 5        | Didier de Radiguès   | Lucky Strike Suzuki    | Suzuki | +31.091   | 11 |
| 6        | John Kocinski        | Marlboro Team Roberts  | Yamaha | +32.094   | 10 |
| 7        | Alex Barros          | Cagiva Corse           | Cagiva | +34.476   | 9  |
| 8        | Jean-Philippe Ruggia | Sonauto Yamaha Mobil 1 | Yamaha | +49.225   | 8  |
| 9        | Adrien Morillas      | Sonauto Yamaha Mobil 1 | Yamaha | +1:18.055 | 7  |
| 10       | Sito Pons            | Campsa Honda Team      | Honda  | +1:20.994 | 6  |
| 11       | Doug Chandler        | Roberts B Team         | Yamaha | +1:24.323 | 5  |
| 12       | Juan Garriga         | Ducados Yamaha         | Yamaha | +2:34.160 | 4  |
| 13       | Cees Doorakkers      | HEK-Baumachines        | Honda  | +1 Vuelta | 3  |
| 14       | Michael Rudroff      | Rallye Sport           | Honda  | +1 Vuelta | 2  |
| 15       | Nicholas Schmassman  | Schmassman Technotron  | Honda  | +1 Vuelta | 1  |
| Ret      | Eddie Laycock        | Millar Racing          | Yamaha | Ret       |    |
| Ret      | Helmut Schutz        | Rallye Sport           | Honda  | Ret       |    |
| Ret      | Simon Buckmaster     | Padgett's Racing Team  | Suzuki | Ret       |    |
| Ret      | Hans Becker          | Team Romero Racing     | Yamaha | Ret       |    |
| Ret      | Mick Doohan          | Rothmans Honda Team    | Honda  | Ret       |    |
| DNQ      | Andreas Leuthe       | Librenti Corse         | Suzuki | DNQ       |    |
| DNQ      | Martin Trösch        | MT Racing              | Honda  | DNQ       |    |
| Sources: |                      |                        |        |           |    |

## Resultados 250cc
Primera victoria en 250cc para Pierfrancesco Chili. Se trata de la segunda victoria del italiano en el Mundial después de la conseguida en 500cc en el Gran Premio de las Naciones de 1989. Este triunfo de Chili es la segunda de Aprilia en el Mundial, después de la obtenido por Loris Reggiani en el Gran Premio de San Marino de 1987.
| Pos. | Piloto                    | Moto     | Tiempo    | Pts. |
| ---- | ------------------------- | -------- | --------- | ---- |
| 1    | Pierfrancesco Chili       | Aprilia  | 38'43.327 | 20   |
| 2    | Luca Cadalora             | Honda    | +0.135    | 17   |
| 3    | Wilco Zeelenberg          | Honda    | +0.449    | 15   |
| 4    | Helmut Bradl              | Honda    | +7.459    | 13   |
| 5    | Carlos Cardús             | Honda    | +24.804   | 11   |
| 6    | Masahiro Shimizu          | Honda    | +25.079   | 10   |
| 7    | Martin Wimmer             | Suzuki   | +49.566   | 9    |
| 8    | Paolo Casoli              | Yamaha   | +56.630   | 8    |
| 9    | Carlos Lavado             | Yamaha   | +1'00.335 | 7    |
| 10   | Jean Pierre Jeandat       | Honda    | +1'14.165 | 6    |
| 11   | Harald Eckl               | Aprilia  | +1'16.923 | 5    |
| 12   | Katsuyoshi Kozono         | Honda    | +1'20.810 | 4    |
| 13   | Bernard Haenggeli         | Aprilia  | +1'24.769 | 3    |
| 14   | Marcellino Lucchi         | Aprilia  | +1'32.913 | 2    |
| 15   | Patrick van den Goorbergh | Yamaha   | +1'37.500 | 1    |
| 16   | Urs Jücker                | Yamaha   | +1'42.425 |      |
| 17   | Frédéric Protat           | Aprilia  | +2'29.287 |      |
| 18   | Jean Foray                | Yamaha   | +2'29.653 |      |
| 19   | Ian Newton                | Yamaha   | +2'33.859 |      |
| 20   | Andreas Preining          | Aprilia  | +2'45.718 |      |
| 21   | Bernd Kassner             | Yamaha   | +3'03.802 |      |
| 22   | Peter Linden              | Honda    | +1 Vuelta |      |
| 23   | John Cornwell             | Yamaha   | +1 Vuelta |      |
| Ret  | Àlex Crivillé             | JJ Cobas | Ret       |      |
| Ret  | Loris Reggiani            | Aprilia  | Ret       |      |
| Ret  | Alberto Puig              | Yamaha   | Ret       |      |
| Ret  | Jochen Schmid             | Honda    | Ret       |      |
| Ret  | Leon van der Heijden      | Honda    | Ret       |      |
| Ret  | Renzo Colleoni            | Aprilia  | Ret       |      |
| Ret  | Stefan Prein              | Honda    | Ret       |      |
| Ret  | Renato Colleoni           | Aprilia  | Ret       |      |
| Ret  | Corrado Catalano          | Honda    | Ret       |      |
| Ret  | Stefano Pennese           | Aprilia  | Ret       |      |
| Ret  | Herri Torrontegui         | Aprilia  | Ret       |      |
| Ret  | Erkka Korpiaho            | Aprilia  | Ret       |      |
| DNQ  | Stefano Caracchi          | Yamaha   | DNQ       |      |
| DNQ  | Fausto Ricci              | Yamaha   | DNQ       |      |

## Resultados 125cc
Segunda victoria en el Mundial para Ralf Waldmann en 125 después de haber obtenido el primer triunfo en el Gren Premio de Alemania. El triunfo del pilot alemán vino por la suma de los tiempos de los dos sectores.
| Pos. | Piloto               | Moto         | Tiempo    | Pts. |
| ---- | -------------------- | ------------ | --------- | ---- |
| 1    | Ralf Waldmann        | Honda        | 35'29.159 | 20   |
| 2    | Loris Capirossi      | Honda        | +0.533    | 17   |
| 3    | Alessandro Gramigni  | Aprilia      | +1.077    | 15   |
| 4    | Fausto Gresini       | Honda        | +7.272    | 13   |
| 5    | Peter Öttl           | Bakker-Rotax | +10.789   | 11   |
| 6    | Gabriele Debbia      | Aprilia      | +20.388   | 10   |
| 7    | Hans Spaan           | Honda        | +26.570   | 9    |
| 8    | Bruno Casanova       | Honda        | +28.274   | 8    |
| 9    | Adi Stadler          | JJ Cobas     | +28.809   | 7    |
| 10   | Dirk Raudies         | Honda        | +29.480   | 6    |
| 11   | Kazuto Sakata        | Honda        | +31.656   | 5    |
| 12   | Noboru Ueda          | Honda        | +34.894   | 4    |
| 13   | Ezio Gianola         | Derbi        | +36.936   | 3    |
| 14   | Jorge Martínez Aspar | Honda        | +38.487   | 2    |
| 15   | Nobuyuki Wakai       | Honda        | +38.634   | 1    |
| 16   | Julián Miralles      | JJ Cobas     | +40.760   |      |
| 17   | Jos van Dongen       | Honda        | +49.368   |      |
| 18   | Kin'ya Wada          | Honda        | +51.627   |      |
| 19   | Koji Takada          | Honda        | +54.292   |      |
| 20   | Alain Bronec         | Honda        | +55.093   |      |
| 21   | Johnny Wickström     | Honda        | +57.892   |      |
| 22   | Alfred Waibel        | Honda        | +59.626   |      |
| 23   | Jaime Mariano        | JJ Cobas     | +1'04.309 |      |
| 24   | Peter Galvin         | Honda        | +1'17.665 |      |
| 25   | Arie Molenaar        | Honda        | +1'19.091 |      |
| 26   | Janez Pintar         | Honda        | +1'21.805 |      |
| 27   | Emilio Cuppini       | Gazzaniga    | +1'27.747 |      |
| 28   | Stefan Kurfiss       | Honda        | +2'14.552 |      |
| Ret  | Heinz Lüthi          | Honda        | Ret       |      |
| Ret  | Maurizio Vitali      | Gazzaniga    | Ret       |      |
| Ret  | Steve Patrickson     | Honda        | Ret       |      |
| Ret  | Oliver Petrucciani   | Aprilia      | Ret       |      |
| Ret  | Serafino Foti        | Honda        | Ret       |      |
| Ret  | Ian McConnachie      | Honda        | Ret       |      |
| Ret  | Luis Álvaro          | Derbi        | Ret       |      |
| DNS  | Thierry Feuz         | Honda        | DNS       |      |
| DNQ  | Taru Rinne           | Honda        | DNQ       |      |
| DNQ  | Hisashi Unemoto      | Honda        | DNQ       |      |
| DNQ  | Robin Appleyard      | Honda        | DNQ       |      |
| DNQ  | Gimmi Bosio          | Honda        | DNQ       |      |
| DNQ  | Stefan Brägger       | Honda        | DNQ       |      |
| DNQ  | Wolfgang Fritz       | Honda        | DNQ       |      |
| DNQ  | Manuel Hernández     | Honda        | DNQ       |      |
| DNQ  | René Dünki           | Honda        | DNQ       |      |
| DNQ  | Alan Patterson       | Honda        | DNQ       |      |
| DNQ  | Javier Debón         | Honda        | DNQ       |      |
| DNQ  | Hubert Abold         | Honda        | DNQ       |      |
| DNQ  | Jean-Claude Selini   | Honda        | DNQ       |      |
| DNQ  | Gabriele Gnani       | Gnani        | DNQ       |      |